# Аблов, Николай Николаевич
Николай Николаевич Аблов (10 декабря 1882, Ульяновка, Кузнецкий уезд, Саратовская губерния, Российская империя — 14 июня 1942, Тара, Омская область, РСФСР, СССР) — русский и советский библиотечный деятель, библиограф, библиотековед, книговед и историк библиографии.

## Биография
Родился 10 декабря 1882 года в Ульяновке. В 1899 году поступил в Сызранское реальное училище, который он окончил в 1902 году, в дополнение к этому учился на краткосрочных курсах в ПГУ, Сорбонне и Коллеж де Франс. В середине 1900-х годов примкнул к революционному движению, за что был выслан за границу и поселился во Франции, где в 1906 году устроился на работу в Тургеневскую библиотеку в Париже, но вскоре стало известно о его революционном прошлом, и в том же году он был уволен. В 1911 году ему было разрешено вернуться на родину, он поселился в Москве и с 1911 по 1917 год заведовал библиотекой З. А. Галиновской, которая обслуживала исключительно слушательниц Высших женских курсов и всех студентов Москвы. В 1917 год переехал в Иваново, где в 1918 году устроился на работу в Фундаментальную библиотеку при Иваново-Вознесенском политехническом институте, являлся преподавателем Институте народного образования. С середины 1930-х годов по момент смерти работал в РКП.
Скончался 14 июня 1942 года в Таре.

## Научные работы
Основные научные работы посвящены развитию библиотековедения.
- Автор критики и последующего анализа «Истории русской библиографии до начала XX века» Н. В. Здобнова.
- Автор первых в истории СССР практических руководств по каталогизации и применению десятичной классификации.
- Изучал развитие библиотечно-библиографической теории и практики в Российской империи и за рубежом.